# Milkie Way
Rachel Alexandra Hastings (nacida el 9 de diciembre de 1997), conocida profesionalmente como Milkie Way, es una música norirlandesa. Nacida en el condado de Antrim, se mudó a Londres para estudiar en el London College of Fashion y trabajó como modelo y fotógrafa de conciertos. Junto a Sam Matlock, formó Wargasm en agosto de 2019, y su mixtape y álbum Explicit: The Mixxxtape (2022) y Venom (2023) alcanzaron el puesto número 19 en la lista de álbumes de rock y metal del Reino Unido y el número 88 en la lista de álbumes del Reino Unido, respectivamente.
Hastings también tocó el bajo como músico de sesión para Barns Courtney y Yungblud, y participó en el sencillo "Bad Entertainment" de Trash Boat de 2021 y en el sencillo "Monster in Paradise" de Gunship de 2023. Su interpretación de "Bad Entertainment" en los Heavy Music Awards de 2021 provocó que su cuenta de Twitch fuera suspendida durante tres días, lo que provocó publicaciones desafiantes en redes sociales por parte de la ceremonia, Hastings y Tobi Duncan de Trash Boat.

## Biografía

### Primeros años y modelado
Milkie Way nació como Rachel Alexandra Hastings en el condado de Antrim el 9 de diciembre de 1997. Creció con Motown, soul y música pop de David Bowie, Stevie Wonder y The Temptations. Se aficionó a la guitarra a través de The Smashing Pumpkins y Bikini Kill, y al nu metal gracias a Tony Hawk's Pro Skater. A los 14 o 15 años, aprendió a tocar el bajo por su cuenta para fastidiar a un exnovio que se había burlado de sus ambiciones musicales. Se mudó a Londres para estudiar en el London College of Fashion, pero lo abandonó por su incapacidad para soportar las órdenes. Pasó un tiempo como modelo en Tokio inmediatamente después de dejarlo. También posó junto a Cara Delevingne y para campañas de Toni & Guy y Valentino.

### Girl in the Pit y Wargasm
Durante sus estudios universitarios, hizo amigos asistiendo a conciertos con mosh pits, que fotografiaba con cámaras desechables. Tras acumular una colección de imágenes, lanzó el proyecto fotográfico "Girl in the Pit", llamado así por el apodo que se había ganado por su ubicuidad en los conciertos. Como parte del proyecto, fotografió a Dead!, banda que alcanzó el puesto número 11 en la lista de álbumes de rock y metal del Reino Unido en 2018 con The Golden Age of Not Even Trying. Tras obtener un pase de prensa para los festivales de Reading y Leeds, también conoció a Barns Courtney, quien la llevaría de gira como su bajista.
En 2018, tras la separación de Dead!, Sam Matlock de la banda, le envió un mensaje directo a Hastings preguntándole si tocaba algún instrumento, ya que buscaba formar una banda con voces femeninas y un toque riot grrrl. Empezaron a producir pop punk, pero se decantaron por el nu metal tras un incidente en el que Matlock revitalizó una fiesta que estaba fracasando con Limp Bizkit. La pareja lanzó Wargasm en agosto de 2019 y actuó en el escenario Apex de los festivales de Reading y Leeds en 2022, donde ella fue la única mujer en actuar ese año. Wargasm también lanzó el mixtape Explicit: The Mixxxtape (2022) y el álbum Venom (2023), que alcanzaron el puesto 19 y el 88 en la lista de álbumes de rock y metal del Reino Unido, respectivamente.

## Arte
Hastings ha mencionado cómo Romily Alice, de los voyeurs japoneses y la música disco, inspiró su arte. Entre sus íconos de estilo se encuentran Prince, Wendy O. Williams, Paris Hilton, Sora Choi, Tank Girl, el rock de los 80, Dennis Rodman, Joan Jett, Debbie Harry, Brody Dalle y Lady Gaga. A principios de enero de 2021, Yungblud describió a Way como "una Gwen Stefani metalera".

## Discografía
con Wargasm
- Explicit: The Mixxxtape (2022)
- Venom (2023)